# Prosotherium
Prosotherium è un genere estinto di mammiferi notoungulati, appartenente ai tipoteri. Visse nell'Oligocene superiore (circa 29-24 milioni di anni fa) e i suoi resti fossili sono stati ritrovati in Sudamerica.

## Descrizione
Questo animale doveva assomigliare a un coniglio, sia come dimensioni che come aspetto; era dotato di zampe posteriori particolarmente allungate. 

### Cranio
Il cranio era di costituzione leggera e stretto, in particolare nella parte posteriore. Le bolle timpaniche erano particolarmente sviluppate, anche più che nell'affine Pachyrukhos, ed è probabile che i padiglioni auricolari fossero molto grandi, come quelli dei conigli e delle lepri. Mascella e mandibola erano alte e profonde; la mandibola era dotata di un processo coronoide sottile. La dentatura era caratterizzata da incisivi diretti obliquamente in avanti, e molari e premolari ricoperti da un sottile strato di cemento dentario (più spesso nella parte esterna dei denti superiori e nella parte interna dei denti inferiori).

### Scheletro postcranico
L'omero era lungo e sottile, così come ulna e radio. Metacarpi e falangi indicano che la mano era gracile e piccola. La pelvi era allungata, snella e di costituzione leggera, mentre il femore era dotato di una piccola testa ben separata dal corpo principale. Il femore era ancora più lungo di quello dell'affine Pachyrukhos, e possedeva un terzo trocantere curiosamente "slittato" nella parte posteriore. Al contrario di Pachyrukhos, tibia e perone erano completamente separate. L'astragalo era anch'esso caratteristico, con la superficie trocleare interamente nella parte dorsale dell'osso, e le creste condilari basse e piatte. Il calcagno era relativamente piccolo, con una faccetta articolare per il cuboide leggermente concava e che andava a occupare tutta la parte distale dell'osso. I metatarsi erano piuttosto robusti e più corti di quelli di Pachyrukhos. Le falangi ungueali erano alte e strette, ma verso la parte terminale erano appiattite e allargate.

## Classificazione
Il genere Prosotherium venne descritto per la prima volta nel 1897 da Florentino Ameghino, sulla base di resti fossili ritrovati in Patagonia (Argentina) in terreni dell'Oligocene superiore. La specie tipo è Prosotherium garzoni, ma Ameghino descrisse anche P. triangulidens (leggermente più grande della specie tipo), P. robustum e P. quartum. Queste ultime due specie, tuttavia, non sono ritenute attualmente valide.
Prosotherium è un rappresentante degli egetoteriidi, un gruppo di notoungulati di costituzione leggera e dall'aspetto simile a quello di roditori e lepri. In particolare, Prosotherium fa parte della sottofamiglia Pachyrukhinae, comprendente le forme più simili a lepri. È possibile che Prosotherium fosse ancestrale o vicino all'origine del genere Paedotherium, più specializzato. 

## Paleoecologia
Nei terreni dell'Oligocene superiore della Patagonia erano presenti almeno tre egetoteriidi dotati di denti ipsodonti: Prosotherium, Propachyrucos e Medistylus (quest'ultimo a volte considerato un interateriide); ciò implica una stretta ripartizione di nicchie ecologiche tra gli egetoteri oligocenici, oltre a riflettere la notevole radiazione evolutiva di ungulati simili a roditori nel Cenozoico sudamericano e a suggerire una differenza paleoambientale notevole tra le faune della Patagonia e quelle della Bolivia e dell'Uruguay, in cui questi animali erano assenti (Reguero, 2007).